# Rudolf Harbig
Rudolf Harbig (n. 8 noiembrie 1913, Dresda, Regatul Saxoniei – d. 5 martie 1944, Kirovohrad, RSS Ucraineană, URSS) a fost un atlet german.

## Carieră
Talentul său au fost descoperit în 1934 când a câștigat o cursă de 800 de metri. În 1936 a devenit pentru prima dată campion național. În același an a particpat la Jocurile Olimpice de la Berlin și a obținut medalia de bronz în proba de 4×400 de metri, alături de Helmut Hamann, Friedrich von Stülpnagel și Harry Voigt. La Campionatul European de la Paris din 1938 a cucerit două titluri în probele de 800 de metri și 4×400 de metri (Hermann Blazejezak, Manfred Bues, Erich Linnhoff, Rudolf Harbig).
Din 1939 până în  1941 Rudolf Harbig a stabilit șase recorduri mondiale, la 400 m, 500 m, 800 m (de două ori), 1000 m și 4×800 m. Timpul său de 1:46,6 la 800 de metri, alergat pe 15 iulie 1939 la Milano, a rezistat 16 ani, până când belgianul Roger Moens a alergat 1:45,7 în 1955. Ambii au fost pregătiți de antrenorul german Woldemar Gerschler.
Rudolf Harbig a murit în 1944, în timpul celui de-Al Doilea Război Mondial.

## Palmares
| An   | Competiție           | Locație          | Loc | Eveniment | Note   |
| ---- | -------------------- | ---------------- | --- | --------- | ------ |
| 1936 | Jocurile Olimpice    | Berlin, Germania | 27  | 800 m     | 1:56,8 |
| 1936 | Jocurile Olimpice    | Berlin, Germania | 3   | 4×400 m   | 3:11,8 |
| 1938 | Campionatul European | Paris, Franța    | 1   | 800 m     | 1:50,6 |
| 1938 | Campionatul European | Paris, Franța    | 1   | 4×400 m   | 3:13,7 |

## Recorduri personale
| Probă   | Performanță | Dată           | Locație      |
| ------- | ----------- | -------------- | ------------ |
| 400 m   | 46,0        | 12 august 1939 | Frankfurt    |
| 500 m   | 1:01,7      | 18 iunie 1939  | Erfurt       |
| 800 m   | 1:46,6      | 15 iulie 1939  | Milano       |
| 1000 m  | 2:21,5      | 24 mai 1941    | Dresda       |
| 4×800 m | 7:30,4      | 23 august 1941 | Braunschweig |